# Scopula donaria
Scopula donaria là một loài bướm đêm trong họ Geometridae.